# Закон (фильм, 1989)
«Закон» — советский фильм-драма о событиях середины 1950-х годов, когда после смерти Сталина начинался процесс реабилитации необоснованно репрессированных.

## Сюжет
Начало марта 1953 года. На своей ближней даче умирает И. В. Сталин. Стилизованная под кинохронику чёрно-белая съёмка показывает растерянность и интриги членов Президиума ЦК КПСС — ближайших соратников Сталина, а затем беспорядки на похоронах Сталина, состоявшихся 9 марта.
Показан арест, суд над Л. П. Берия и другими руководителями МВД СССР, приведение приговора в исполнение в камере гауптвахты Московского военного округа и последующая кремация тел казнённых в 1-м Московском (Донском) крематории. При реконструкции ареста, суда и расстрела Л. П. Берия сценаристы фильма опирались в основном на воспоминания Хрущёва Н. С. и других участвовавших в аресте советских генералов, поэтому среди историков нет единого мнения по поводу исторической достоверности изображенных в фильме сцен.
После ликвидации Берия из ГУЛАГа начинают возвращаться узники. В Москву в распоряжение Генеральной прокуратуры СССР откомандированы многие сотрудники, в том числе два молодых юриста — Лунин и Кудрявцев. Им поручено изучение уголовных дел советских граждан, подвергнутых политическим репрессиям, и одновременно расследование нарушений социалистической законности, допущенных следователями НКВД-МГБ СССР. В случае, если реальных доказательств в материалах дела не имелось, работники прокуратуры обязаны были приносить протест в порядке надзора в целях отмены неправосудного приговора.

## В ролях
| Актёр                  | Роль                                           |
| ---------------------- | ---------------------------------------------- |
| Юрий Шлыков            | Андрей Павлович Лунин                          |
| Наталия Белохвостикова | Марина Дмитриевна                              |
| Юрий Ступаков          | Иван Деев                                      |
| Николай Волков         | Владимир Матвеевич Пиотровский                 |
| Елена Майорова         | Татьяна Самарина                               |
| Борис Щербаков         | Юра Кудрявцев                                  |
| Армен Джигарханян      | брат Пиотровского, герой испанской войны       |
| Лев Борисов            | следователь на пенсии Сергей Иванович Тимофеев |
| Евгения Уралова        | Любовь Петровна Ивантеева вдова зека           |
| Александр Пашутин      | Рубцов                                         |
| Михаил Ульянов         | маршал Жуков                                   |
| Владимир Заманский     | маршал Григорьев                               |
| Ян Янакиев             | Лаврентий Берия                                |
| Вячеслав Езепов        | бывший муж Татьяны                             |
| Александр Яковлев      | Семён Алексеевич Ширяев освобождённый зек      |
| Наталья Фатеева        | Телешева гражданская жена Пиотровского         |
| Мария Скворцова        | Клавдия Ивановна жена Деева                    |
| Николай Парфёнов       | архивариус                                     |
| Георгий Саакян         | Сталин                                         |
| Павел Махотин          | Булганин                                       |
| Владимир Романовский   | Хрущёв                                         |
| Юрий Рудченко          | Маленков                                       |
| Николай Засухин        | Молотов                                        |

| Актёр             | Роль                                              |
| ----------------- | ------------------------------------------------- |
| Вадим Вильский    | гость на свадьбе                                  |
| Вадим Захарченко  | врач в поезде                                     |
| Виктор Уральский  | человек на похоронах                              |
| Александр Пятков  | швейцар в ресторане                               |
| Владимир Козелков | секретарь Деева                                   |
| Николай Горлов    | работник крематория Митрич                        |
| Станислав Михин   | ?                                                 |
| Ольга Копосова    | девушка, разговаривающая с Берией в начале фильма |

## Съёмочная группа
- Режиссёр-постановщик: Владимир Наумов
- Авторы сценария: Александр Алов, Владимир Наумов, Леонид Зорин
- Операторы-постановщики: Валентин Железняков, Александр Мурса
- Художники-постановщики: Евгений Черняев, Александр Клименко
- Композитор: Николай Каретников
- Звукооператор: Игорь Урванцев
- Государственный симфонический оркестр кинематографии
  - Дирижёр: Эмин Хачатурян
- Режиссёры: Наталья Терпсихорова, Игорь Голинский
- Главный консультант: Юрий Северин
- Редакторы: Нина Скуйбина, Е. Лебедева
- Музыкальный редактор: Арсений Лаписов
- Директора картины: Гагик Гаспарян, Сергей Сендык